# Eli (priester)

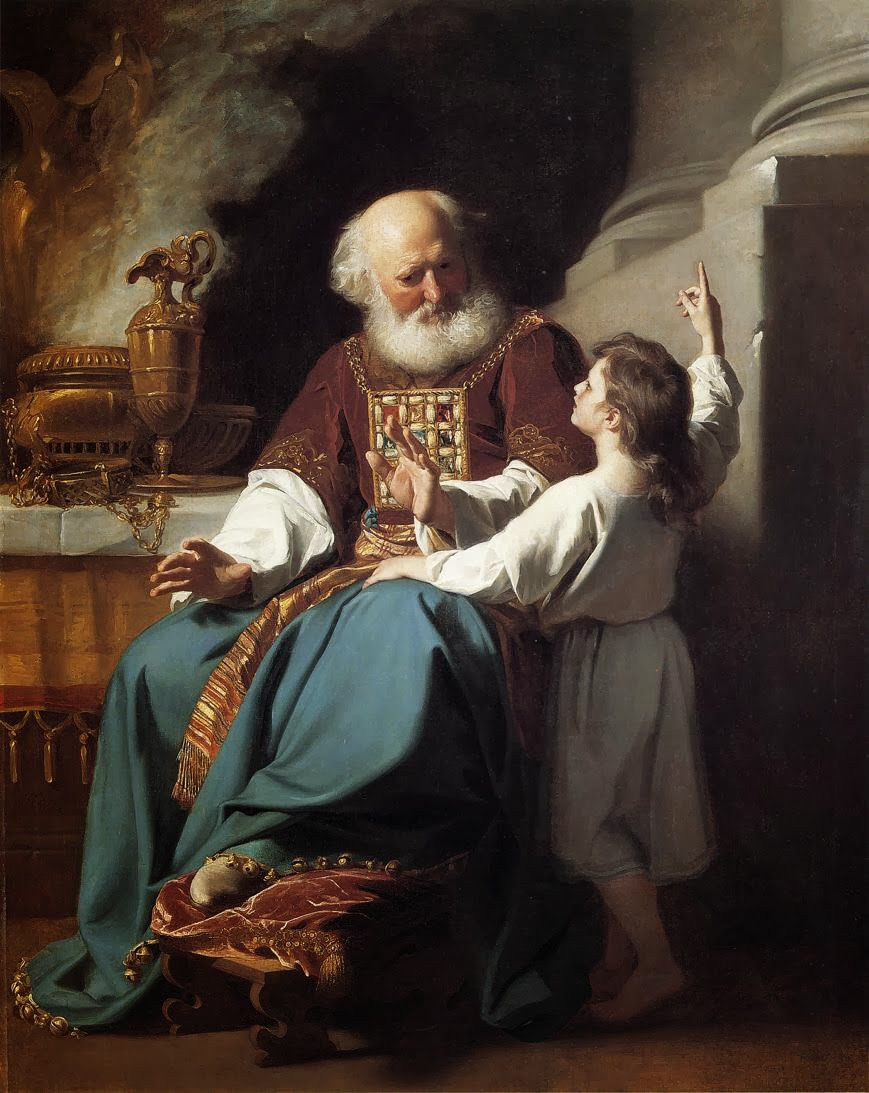
Eli en Samuel in de tabernakel
John Singleton Copley (1780)

Eli (Hebreeuws: עֵלִי) was volgens de Hebreeuwse Bijbel de Joodse hogepriester van Silo, bij wie de jonge profeet Samuel opgroeide (1 Samuel 1). Hij was veertig jaar rechter over de Israëlieten (1 Samuel 4:18).
De zonen van Eli Chofni en Pinechas "waren een stel afpersers ... en maakten misbruik van de rechten die aan het priesterambt verbonden zijn" (1 Samuel 2:12-13). Eli vermaande hen wel, maar trad niet krachtig op (1 Samuel 2:22-25). Om die reden profeteerde een (onbekende) "godsman" dat Chofni en Pinechas op één dag zouden sterven en het hogepriesterschap van het huis van Eli zou worden afgenomen (1 Samuel 2:27-36).
Chofni en Pinechas sneuvelden niet lang daarna in een slag met de Filistijnen. Toen een bode het bericht over hun dood en het verlies van de ark van het verbond kwam vertellen aan Eli, viel hij achterover en brak zijn nek (1 Samuel 4:11-18).
Toen Salomo het ambt van hogepriester van Eli's nakomeling Abjatar afnam en overdroeg aan Sadok, kwam een einde aan Eli's lijn van hogepriesters (1 Koningen 1:27).